# Hitzeschlacht von Lausanne
Als Hitzeschlacht von Lausanne wird das Viertelfinalspiel Österreich – Schweiz (7:5) bei der Fußball-Weltmeisterschaft 1954 bezeichnet. Es ist mit zwölf Toren das trefferreichste Spiel einer WM-Endrunde (zudem ist die erste Halbzeit mit neun Toren, die noch dazu innerhalb von nur 25 Minuten fielen, die trefferreichste Halbzeit) und nimmt in der Fußballgeschichte beider Länder eine besondere Stellung ein.

## Ausgangslage
Österreich hatte sich mit Siegen über Schottland (1:0) und die Tschechoslowakei (5:0) bereits für das Viertelfinale qualifiziert. Die Schweiz musste zuerst noch ihr Entscheidungsspiel gegen Italien (4:1) gewinnen, mit dem sie nach der Gruppenphase punktgleich an zweiter Stelle lag. Das Spiel fand am 26. Juni 1954 im Stade Olympique de la Pontaise in Lausanne vor 32.000 Zuschauern bei rund 40 °C im Schatten statt. Österreich galt als Favorit.

## Das Spiel

### Verlauf der Hitzeschlacht
Der österreichische Tormann Kurt Schmied erlitt in der ersten Halbzeit einen Sonnenstich, durfte aber gemäß den damals geltenden Regeln nicht ausgewechselt werden. Er taumelte in einem tranceähnlichen Zustand zwischen den Torpfosten umher. Die Schweiz erzielte so binnen acht Minuten drei Tore und führte in der 23. Minute mit 3:0. Der österreichische Masseur Josef Ulrich stellte sich hinter das österreichische Tor und begann, den nahezu orientierungslosen Kurt Schmied zu dirigieren. Zusätzlich versuchte er, den Tormann während des Spiels mit Schwämmen und Wasser zu kühlen.
Die österreichische Mannschaft glich binnen vier Minuten aus. Weitere sechs Minuten später stand es 5:3 für Österreich. Der Schweizer Robert Ballaman erzielte kurz vor der Pause den Anschlusstreffer. In der zweiten Halbzeit traten die Österreicher, trotz des praktisch fehlenden Torwarts, dominant auf und erhöhten auf 6:4. Doch den Schweizern gelang erneut der Anschlusstreffer, zusätzlich verschoss Robert Körner einen Elfmeter bei diesem Stand für Österreich. In der Schlussphase brach der Schweizer Roger Bocquet zusammen; später wurde festgestellt, dass er an einem Gehirntumor litt. Probst schoss mit seinem 7:5 in der 76. Minute noch das zwölfte Tor in diesem Spiel und stellte damit einen bis heute ungebrochenen Rekord auf.
| Österreich                                                              | Österreich | Schweiz | Schweiz |
| ----------------------------------------------------------------------- | --- | --- | ------- |
| Österreich                                                              | \| 1. Viertelfinale \| \| 26. Juni 1954 um 17:00 Uhr in Lausanne (Stade Olympique de la Pontaise) \| \| Zuschauer: 35.000 \| \| Schiedsrichter: Charlie Faultless ( Schottland) \| \| Spielbericht \|  | \| 1. Viertelfinale \| \| 26. Juni 1954 um 17:00 Uhr in Lausanne (Stade Olympique de la Pontaise) \| \| Zuschauer: 35.000 \| \| Schiedsrichter: Charlie Faultless ( Schottland) \| \| Spielbericht \|                 | Schweiz |
| Österreich                                                              | Kurt Schmied – Gerhard Hanappi, Ernst Happel, Leopold Barschandt – Ernst Ocwirk , Karl Koller – Robert Körner, Theodor Wagner, Erich Probst, Alfred Körner, Ernst Stojaspal Cheftrainer: Walter Nausch | Eugène Parlier – Roger Bocquet , André Neury, Charles Casali – Olivier Eggimann, Willy Kernen – Charles Antenen, Robert Ballaman, Jacques Fatton, Josef Hügi, Roger Vonlanthen Cheftrainer: Karl Rappan ( Österreich) | Schweiz |
| Österreich                                                              | 1:3 Wagner (25.) 2:3 A. Körner (26.) 3:3 Wagner (27.) 4:3 Ocwirk (32.) 5:3 A. Körner (34.) 6:4 Wagner (53.) 7:5 Probst (76.)                                                                           | 0:1 Ballaman (16.) 0:2 Hügi (17.) 0:3 Hügi (19.) 5:4 Ballaman (39.) 6:5 Hügi (58.) | Schweiz |
| Österreich                                                              | A. Körner verschießt Foulelfmeter (42.) | | Schweiz |
| 1. Viertelfinale                                                        | | |         |
| 26. Juni 1954 um 17:00 Uhr in Lausanne (Stade Olympique de la Pontaise) | | |         |
| Zuschauer: 35.000                                                       | | |         |
| Schiedsrichter: Charlie Faultless ( Schottland)                         | | |         |
| Spielbericht                                                            | | |         |

## Bedeutung
Für die österreichische Fußballnationalmannschaft stellt die Hitzeschlacht einen der größten Erfolge in ihrer Geschichte dar. Man erreichte später den 3. Platz bei der Weltmeisterschaft, ging jedoch wegen dieses Spiels zu entkräftet und als vermeintlicher Favorit in die Halbfinalpartie gegen die BR Deutschland. Bekannt wurde das Spiel zusätzlich durch die Radioübertragung von Heribert Meisel. Kurt Schmied, der sich nach dem Spiel an nichts mehr erinnern konnte, wurde von vielen gefeiert.
Für die Schweiz bildet das Erreichen des Viertelfinals einen der letzten großen Erfolge in der Geschichte der Nationalmannschaft. Zugleich gilt dies als eine der bittersten Niederlagen, da man eine 3:0-Führung vor heimischem Publikum vergab.